# جون وود (سياسي)
جون وود (بالإنجليزية: John Wood) هو سياسي أمريكي، ولد في 6 سبتمبر 1816 في فيلادلفيا في الولايات المتحدة، وتوفي في 28 مايو 1898. حزبياً، نشط في الحزب الجمهوري. وقد انتخب عضو مجلس النواب الأمريكي.